# Franciscus Sylvius
Franciscus Sylvius, nemški zdravnik, kemik, fiziolog, anatom in pedagog, * 15. marec 1614, Hanau, Nemčija, † 19. november 1672, Leiden, Nizozemska.
Leta 1658 je postal profesor medicine na Univerzi v Leidnu, kjer je bil med letoma 1669 in 1670 tudi podkancler.
Njegovo najpomembnejše delo je Praxeos medicae idea nova.